# Faqir Muhammad Khan Goya
Faqir Muhammad Khan Goya, pseudonimo di Muhammad Khan (Khyber Pass, 1805 circa – Malihabad, 1850), è stato un poeta e generale indiano suddito del regno di Awadh, odierna India.
Nawwāb di Malihabad.
Suo padre, Muḥammad Khan, emigrò, con i suoi due figli, a Lucknow dal Khyber Pass, come soldato di Ghazi-ud-Din Haidar Shah (morto nel 1827), l'ultimo nawāb wazīr e primo re di Awadh. Anche Faqīr Muḥammad Khān si unì all'esercito di Ghāzī l-Dīn Ḥaydar fino a salire al rango di comandante supremo delle forze reali. Ritiratosi a vita privata diventò feudatario di Malihabad e delle cittadine limitrofe. Iniziò la coltivazione estensiva del mango che ancora oggi viene esportato in tutta l'India e si dedicò alla poesia. Di madrelingua Pashto, scrisse in Urdu e Persiano e aderendo alla scuola poetica Urdu di Baksh Nasikh. Faqīr Muḥammad Khān divenne uno dei più importanti autori della letteratura Urdu degli esordi. Viene ricordato soprattutto per Dīvān-i Goyā (1888), un'antologia poetica in vari generi classici come le qaṣīda, i ghazal ed i rubā.
Fece costruire il palazzo Chota Mahal a Malihabad nel 1837. Questo palazzo è tuttora in ottime condizioni ed è visibile nel film del 1978 Junoon (l'Ossessione), in lingua Hindi, prodotto da Shashi Kapoor e diretto da Shyam Benegal, ispirato al racconto breve "Un volo di piccioni" di Ruskin Bond.
Il poeta Josh Malihabadi è un suo discendente.